# Godmanstone
Godmanstone – wieś w Anglii, w hrabstwie Dorset. Leży 8 km na północ od miasta Dorchester i 183 km na południowy zachód od Londynu.